# 山鹿植木広域行政事務組合
山鹿植木広域行政事務組合（やまがうえきこういきぎょうせいじむくみあい）は、熊本県の北部に位置する一部事務組合である。

## 現在の構成自治体
山鹿市・熊本市

## 構成自治体の変遷
- 発足当初の自治体 - 山鹿市、鹿本郡鹿本町・鹿北町・鹿央町・菊鹿町・植木町
- 2005年1月15日 - 山鹿市と鹿本郡鹿本町・鹿北町・鹿央町・菊鹿町が合併し、現在の山鹿市となる。
- 2010年3月23日 - 鹿本郡植木町が熊本市と合併。熊本市が加入。

## 隣接している自治体
- 熊本県
  - 菊池市
  - 合志市
  - 玉名郡玉東町・和水町
- 福岡県
  - 八女市
- 大分県
  - 日田市

## 行政
- かつては「山鹿植木広域行政事務組合消防本部」を設置し山鹿市と熊本市北区植木町の消防業務も担っていたが、「山鹿植木広域行政事務組合消防本部」を解消し、山鹿市は新たに「山鹿市消防本部」を設置し熊本市北区植木町は「熊本市消防局」が管轄することになった。